# Siaka Sidibe
Siaka Sidibe (Bamako, 24 aprile 2001) è un calciatore maliano naturalizzato emiratino, centrocampista dell'Al-Wasl.

## Carriera

### Club
Nato nel 2001 a Bamako, in Mali, Siaka gioca prima nel settore giovanile dello Stade Malien de Bamako e poi in quello del Derby Académie de Bamako.
Nell'agosto 2022 lascia il suo paese di origine per trasferirsi negli Emirati Arabi Uniti, dove firma con la squadra dell' Al-Wasl; con la squadra di Dubai ha fatto il suo esordio da professionista il 9 settembre 2022, subentrando nei minuti finali della sfida tra Al-Wasl e Al-Bataeh, valida per la seconda giornata della UAE Pro-League 2022-2023.

### Nazionale
Nell'ottobre del 2017 venne convocato dalla Nazionale maschile under 17 di calcio del Mali per il Campionato mondiale di calcio Under-17 in India; Siaka collezionò tre presenze durante il torneo, con la selezione del Malì che arrivò fino ad uno storico quarto posto finale.

## Statistiche

### Presenze e reti nei club
Statistiche aggiornate al 25 aprile 2025.
| Stagione        | Squadra         | Campionato      | Campionato | Campionato | Coppe nazionali | Coppe nazionali | Coppe nazionali | Coppe continentali | Coppe continentali | Coppe continentali | Altre coppe | Altre coppe | Altre coppe | Totale | Totale |
| Stagione        | Squadra         | Comp            | Pres       | Reti       | Comp            | Pres            | Reti            | Comp               | Pres               | Reti               | Comp        | Pres        | Reti        | Pres   | Reti   |
| --------------- | --------------- | --------------- | ---------- | ---------- | --------------- | --------------- | --------------- | ------------------ | ------------------ | ------------------ | ----------- | ----------- | ----------- | ------ | ------ |
| 2022-2023       | Al-Wasl         | PL              | 21         | 2          | AGC+PC          | 2+4             | 0+0             | -                  | -                  | -                  | -           | -           | -           | 27     | 2      |
| 2023-2024       | Al-Wasl         | PL              | 26         | 5          | AGC+PC          | 6+4             | 0+1             | -                  | -                  | -                  | -           | -           | -           | 36     | 6      |
| 2024-2025       | Al-Wasl         | PL              | 19         | 2          | AGC+PC          | 3+3             | 0+0             | ACLE               | 10                 | 0                  | SEAU+EQSC   | 1+1         | 0+0         | 37     | 2      |
| Totale carriera | Totale carriera | Totale carriera | 66         | 9          |                 | 22              | 1               |                    | 10                 | 0                  |             | 2           | 0           | 100    | 10     |

## Palmarès

### Club
- UAE Arabian Gulf League: 1

Al Wasl: 2023-24
- Coppa del Presidente degli Emirati Arabi Uniti: 1

Al Wasl: 2023-24
- UAE-Qatar Super Shield: 1

Al-Wasl: 2025